# اوت-پیرنه
شهرستان اوت-پیرنه (به فرانسوی: Hautes-Pyrénées) در ناحیه پیرنه میانه در کشور فرانسه واقع شده‌است.

## جستارهای وابسته

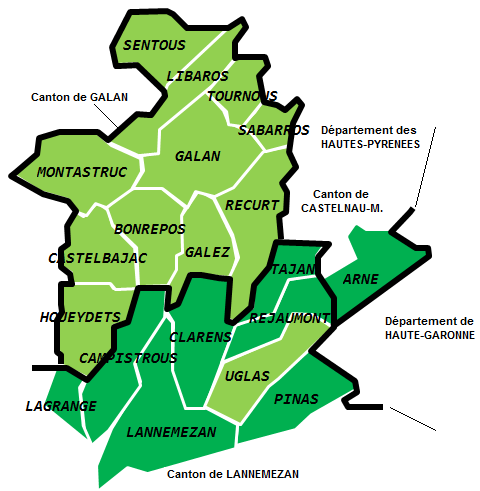

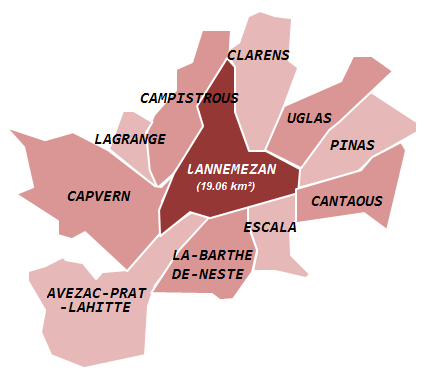